# Back to the L.A.B.
Back to the L.A.B. (Lyrical Ass Beating) – minialbum amerykańskiego rapera KRS-One. Został wydany w 2010 roku.

## Lista utworów
Opracowano na podstawie źródła
1. „Who Da Best” – (2:48)
2. „Omni Hood” – (3:13)
3. „Wolf” – (3:12)
4. „Show Shocked” – (3:40)
5. „Never Afraid” – (2:19)
6. „Tek Nology” – (1:59)